# Ctenocephalides canis
La Ctenocephalides canis o pulce del cane è un parassita cosmopolita, ovvero diffuso in tutto il globo terrestre, e sceglie come ospite in prevalenza cani e gatti, ma può scegliere per necessità anche l'uomo. Essa è vettore del parassita Dipylidium caninum, appartenente alla classe dei cestoda, che può comportare per l'uomo la patologia detta infezione da Dipylidium caninum o tenia canina, e di un altro parassita, il Dipetalonema reconditum, un verme appartenente ai nematodi, un parassita dei tessuti sottocutanei che colpisce soprattutto i canidi.

## Descrizione
La Ctenocephalides canis si presenta di colore rossastro scuro, ma si differenzia dagli altri generi della sua famiglia per la presenza di un pettine genale, ovvero di una serie di aculei sulla cuticola intorno alla bocca e di uno pronotale, ovvero lungo il primo segmento del torace. La sua testa è rotondeggiante anteriormente ed ha delle setole sulla parte posteriore della tibia.

## Distribuzione
La Ctenocephalides canis presenta gli stessi habitat e le stesse abitudini della Ctenocephalides felis; tuttavia, essa è meno diffusa e comune della seconda: anche se non sono state fornite spiegazioni oggettive al riguardo, è probabile che la pulce del gatto sia più resistente ai disinfettanti ed ai prodotti antiparassitari.
Normalmente viene usato il piriprolo come principio attivo.